# Pedralba de la Pradería
Pedralba de la Pradería – gmina w Hiszpanii, w prowincji Zamora, w Kastylii i León, o powierzchni 105,11 km². W 2011 roku gmina liczyła 300 mieszkańców.